# Мег Маєрс
Мег Маєрс (англ. Meg Myers; нар. 6 жовтня 1986, Нашвілл, США) — американська актриса, співачка та автор пісень. Наразі проживає в Лос-Анджелесі.
Народившись у Нашвіллі, у сім'ї водія і матері-свідка Єгови, Мег провела свої перші п'ять років життя в Грейт Смокі Маунтінс, штат Теннессі. Після розлучення з батьком Мег, мати вийшла заміж за іншого свідка Єгови, який перевіз сім'ю до Огайо. Мати та вітчим працювали у клінінговій компанії. Сім'я постійно переїжджала, за цей час Мег змінила багато шкіл. У 12 років Майєрс почала співати, писати пісні на клавішних та вчитися грати на гітарі. У підлітковому віці була запрошена грати на бас-гітарі у групі одного з братів.
Через кілька днів після свого 20-річчя Майєрс вирішила переїхати до Лос-Анджелеса, щоб активно взятися за свою музичну кар'єру. Вона жила в однокімнатній квартирі з тодішнім бойфрендом і працювала офіціанткою в одному з кафе Голлівуду, де й виступала щоразу, коли її запрошував власник. Після розриву стосунків зі своїм хлопцем Мег зустрічає продюсера Ендрю Роберта Рошена, котрий запросив її у свій продюсерський центр. Вони почали записувати пісні для перших міні-альбомів Daughter in the Choir та Make a Shadow. Перший повноцінний альбом Sorry побачив світ у 2015 році.

## Кар'єра

### 2012—2013:Daughter in the Choir
Мег випустила свій дебютний мініальбом під назвою Daughter in the Choir у березні 2012 року. До виходу EP був випущений сингл Monster, який став її першим великим успіхом завдяки музичному відео, знятому А. П Фішером та спродюсованим Філіппо Несчі. Її другий сингл, Tennessee, записаний за участю її продюсера Ендрю Роберта Рошена, привернув увагу британського радіо-діджея Мері Енн Гоббс, яка назвала його своїм треком тижня.

### 2013—2014:Make a Shadow

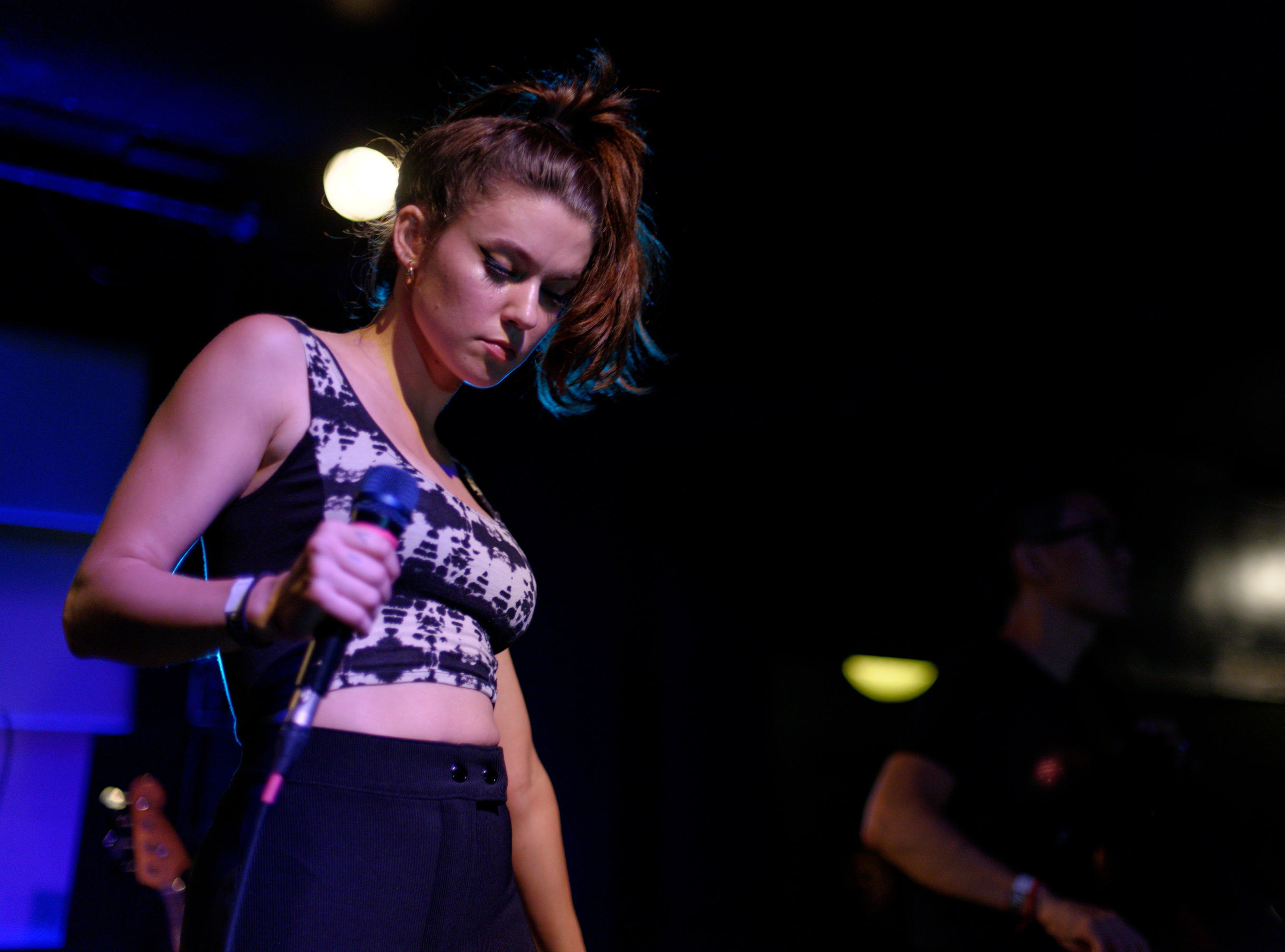
Виступ Мег у клубі The Echo, Лос-Анджелес, Каліфорнія, 2014 рік

У квітні 2013 року Майєрс випускає новий сингл, «Heart Heart Head», на своєму лейблі Atlantic Records . Музичне відео було випущено на сайті Jay Z 's Life + Times. Pigeons and Planes назвали трек «некомфортним, але водночас захопливим». У вересні 2013 Мег виступає на розігріві The Pixies на трьох шоу в Лос-Анджелесі, Каліфорнії та Брукліні і випускає свій новий сингл Desire, прем'єра якого відбулася на сайті Stereogum. У 2014 випускає музичне відео на сингл Desire на Vice 's Noisey блозі. Desire та Heart Heart Head увійшли до її другого мініальбу, Make a Shadow, який був випущений 7 лютого 2014 року. До нього також увійшла пісня The Morning After, прем'єра якої відбулася на порталі SPIN .

### 2014—2015:Sorry
Після виходу EP Make a Shadow увагу на Мег звернули деякі радіо альтернативної музики. Першим було радіо міста Канзас KRBZ, відоме своїми відкриттями ще невідомих, але прогриміли пізніше виконавців, таких як alt-J. Desire увійшло до десятки найбільш розшукуваних треків у Shazam міста. Пісня потрапила в 4-ку найпопулярніших пісень на KRBZ Kansas City на тижні, що закінчився 15 червня. Трек також тримався на 17 позиції в чарті Billboard Alternative Songs. Наприкінці лютого Мег викладає уривок нового синглу Sorry, а вже 3 березня повна пісня була доступна для прослуховування на офіційному youtube каналі співачки. Музичне відео на великий трек альбому випущено 7 квітня, а вже в травні Майєрс вирушає в тур для підтримки альбому.
23 липня 2015 року був випущений новий сингл під назвою Lemon Eyes. У той же день альбом став доступним для попереднього замовлення на iTunes .
15 вересня 2015 року Мег випустила студійну версію свого нового синглу Motel. Через три дні був випущений і дебютний альбом Sorry, який дебютував на 79 позиції в чарті Billboard 200.

### 2017—2018:Take Me to the Disco
30 травня 2017 року співачка повідомила у своєму обліковому записі в Інстаграмі про закінчення роботи над новим альбомом. 21 травня 2018 року вийшов сингл Numb. Пізніше вийшов кліп на пісню Jealous Sea. Реліз другого студійного альбому під назвою Take Me to the Disco відбувся 20 липня 2018 року.

## Музичний стиль та впливи
Музичний стиль Мег — це результат її виховання та музичних впливів у дитинстві, а також співпраці зі співавтором та продюсером Doctor Rosen Rosen. Маєрс каже: «Я прийшла з гранжевого панк-року, але завжди хотіла писати яскраві поп-пісні». Виконавиця називає своїми кумирами Fleetwood Mac, Стінга, Led Zeppelin, Dire Straits та Джеймса Тейлора.
Згідно з журналом INTERVIEW, «любовні грані темної, інтимної музики Маєрс можуть нагадати Шинейд О'Коннор або Фіону Еппл, але також у ній є моменти бунтарства, які відсилають до її підліткового захоплення такими гранж групами, як Nirvana та Alice In Chains».

## Дискографія

### Студійні альбоми
| Sorry                                                            | - Випущено: 18 вересня, 2015 - Лейбл: Atlantic - Формати: LP, CD, Digital Download        | 79  | 15 | 21 |
| Take Me to the Disco                                             | - Випущено: 20 липня, 2018 - Лейбл: 300 Entertainment - Формати: LP, CD, Digital Download | 186 | 17 | 40 |
| «—» альбом не потрапив у чарт або не був випущений у цій країні. |                                                                                           |     |    |    |

### Сингли
| «Монстер»                                                 | 2011 | -  | -  | -  | -   | -           | Daughter in the Choir           |
| «Curbstomp»                                               | 2012 | -  | -  | -  | -   | -           | Daughter in the Choir           |
| «Tennessee» (спільно з Doctor Rosen)                      | 2012 | -  | -  | -  | -   | -           | Daughter in the Choir           |
| «Heart Heart Head»                                        | 2013 | -  | -  | -  | -   | -           | Make a Shadow                   |
| «Desire»                                                  | 2013 | 17 | 35 | 97 | 39  | 128         | Make a Shadow                   |
| «Sorry»                                                   | 2015 | 16 | 26 | -  | 115 | -           | Sorry                           |
| «Lemon Eyes»                                              | 2015 | 23 | 42 | -  | -   | -           | Sorry                           |
| «Motel»                                                   | 2015 | -  | -  | -  | -   | -           | Sorry                           |
| «Numb»                                                    | 2018 | 32 | -  | -  | -   | -           | Take Me to the Disco            |
| «Running Up That Hill»                                    | 2019 | 1  | 1  | -  | -   | без альбому |                                 |
| «Any Way You Wanna Love»                                  | 2020 | 30 | -  | -  | -   | -           | Thank U 4 Taking Me 2 The Disco |
| «I Hope You Cry»                                          | 2020 | -  | -  | -  | -   | -           | Thank U 4 Taking Me 2 The Disco |
| «The Underground»                                         | 2021 | 31 | -  | -  | -   | -           | Thank U 4 Taking Me 2 The Disco |
| «—» сингл не влучив у чарт чи був випущений у цій країні. |      |    |    |    |     |             |                                 |

### EP

#### Daughter in the Choir(2012)
Дебютний EP Маєрс, Daughter in the Choir, містить у собі елементи сучасного попа в поєднанні з ліричним тугою та грубим, необробленим аранжуванням.
| Track Listing | Track Listing                          | Track Listing                  | Track Listing      | Track Listing |
| #             | Назва                                  | Автор                          | Продюсер           | Тривалість    |
| ------------- | -------------------------------------- | ------------------------------ | ------------------ | ------------- |
| 1.            | «Curbstomp»                            | Meg Myers, Andrew Robert Rosen | Doctor Rosen Rosen | 4:09          |
| 2.            | «Adelaide»                             | Myers, Rosen                   | Doctor Rosen Rosen | 3:36          |
| 3.            | «Tennessee (feat. Doctor Rosen Rosen)» | Eric Frederic, Myers and Rosen | Doctor Rosen Rosen | 2:03          |
| 4.            | «After You»                            | Myers, Rosen                   | Doctor Rosen Rosen | 4:54          |
| 5.            | «Poison»                               | Myers, Rosen                   | Doctor Rosen Rosen | 3:40          |
| 6.            | «Monster»                              | Myers, Rosen                   | Doctor Rosen Rosen | 3:48          |
| 7.            | «Monster (Semothy Jones Remix)»        | Myers, Rosen                   | Semothy Jones      | 3:11          |
| 25:21         |                                        |                                |                    |               |

| Назва            | Рік  | Режисер           |        |
| ---------------- | ---- | ----------------- | ------ |
| Monster          | 2011 | А. П. Фішер       | [ 19 ] |
| Tennessee        | 2012 | Дейв Сегер        | [ 20 ] |
| Curbstomp        | 2012 | Тріш Сі           | [ 21 ] |
| Heart Heart Head | 2013 | Елліотт Селлерс   | [ 22 ] |
| Cold             | 2013 | -                 | [ 23 ] |
| Desire           | 2013 | Джордан Бахат     | [ 24 ] |
| Go               | 2014 | Роберт Хейлз      | [ 25 ] |
| Sorry            | 2015 | Ендрю Донохо      | [ 26 ] |
| Lemon Eyes       | 2015 | Девід Вольф       | [ 27 ] |
| Motel            | 2016 | Джастін Нолан Кей | [ 28 ] |
| Numb             | 2018 | Клара Аранович    | [ 29 ] |

## У популярній культурі
- Сингл Monster звучав наприкінці 10 серії першого сезону серіалу Банші.
- Пісні Curbstomp та Go були використані як саундтреки до 10 серії першого сезону та 2 серії другого сезону серіалу «Первородні».
- Пісня Make a Shadow звучала у 2 серії четвертого сезону молодіжного серіалу «Вовченя», а також у фільмі «Американський Сатана[en]».